# 51e régiment d'infanterie de Pennsylvanie
Le 51e régiment d'Infanterie volontaire de Pennsylvanie est un régiment d'infanterie qui a servi dans l'armée de l'Union pendant la guerre de Sécession.

## Service
Le 51e régiment d'Infanterie volontaire de Pennsylvanie est organisé à Harrisburg, en Pennsylvanie et entre en service le 16 novembre 1861 pour une période de trois ans d'engagement sous le commandement du colonel John F. Hartranft.
Le régiment est affecté à la brigade de Reno au sein du corps expéditionnaire de Burnside en Caroline du Nord jusqu'en avril 1862. Il est dans la deuxième brigade de la deuxième division du département de Caroline du Nord jusqu'en juillet 1862 puis dans le deuxième brigade de la deuxième division du IXe corps de l'armée du Potomac jusqu'en avril 1863. Il est affecté dans l'armée de l'Ohio jusqu'en juin 1863 puis dans l'armée du Tennessee jusqu'en août 1863, et l'armée de l'Ohio jusqu'en avril 1864. Il est dans la première brigade de la troisième division du IXe corps de l'armée du Potomac jusqu'en septembre 1864. Il est ensuite affecté à la première brigade de la première division du IXe corps jusqu'en juillet 1865.
Le 51e régiment d'Infanterie volontaire de Pennsylvanie quitte le service le 27 juillet 1865.

## Service détaillé

### 1861
Le 51e régiment d'Infanterie volontaire de Pennsylvanie quitte la Pennsylvanie pour Annapolis, au Maryland, le 16 novembre.  Il est en service à Annapolis, jusqu'au 9 janvier 1862. 

### 1862
Le 51e régiment d'Infanterie volontaire de Pennsylvanie prend part à l'expédition de Hatteras Inlet et de Roanoke Island de Burnside, en Caroline du Nord du 9 janvier au 8 février.  Il participe à la bataille de Roanoke Island, le 8 février.  
Il part pour New Bern du 11 au 13 mars où il prend part à la bataille de New Bern, le 14 mars. Il effectue une expédition à Pollocksville les 21 et 22 mars. Il participe à l'expédition vers Elizabeth City du 17 au 19 avril. Il est à Camden, à South Mills, le 19 avril.  
Il est en service à New Bern jusqu'en juillet. Il va à Newport News, en Virginie du 6 au 9 juillet, puis à Fredericksburg du 2 au 4 août. Il se met en marche pour secourir Pope du 12 au 15 août.  
Il participe à la campagne de Virginie septentrionale de Pope du 16 août au 2 septembre. Il prend part à la bataille de Groveton le 29 août. Puis, il participe à la seconde bataille de Bull Run le 30 août. Il combat lors de la bataille de Chantilly le 1er septembre.  
Il participe à la campagne du Maryland du 6 au 24 septembre. Il prend part à la bataille de South Mountain le 14 septembre. Il participe à la bataille d'Antietam les 16 et 17 septembre. Il est en service à Pleasant Valley jusqu'au 27 octobre. Il se rend à Falmouth en Virginie du 27 octobre au 19 novembre.  
Il combat lors de la bataille de Fredericksburg, en Virginie du 12 au 15 décembre. 

### 1863
Le 51e régiment d'infanterie des volontaires de Pennsylvanie participe à la deuxième campagne de Burnside, « la marche dans la boue » du 20 au 24 janvier 1863. Il part vers Newport News le 19 février, puis à Covington et Paris, au Kentucky du 26 mars au 1er avril.  
Il part pour Mount Sterling le 3 avril, à Lancaster, les 6 et 7 mai et à Crab Orchard le 23 mai. Il se rend à Vicksburg au Mississippi, du 3 au 17 juin et participe au siège de Vicksburg du 17 juin au 4 juillet. Il avance sur Jackson, au Mississippi du 5 juillet au 10 juillet et participe au siège de Jackson du 10 au 17 juillet. Il reste à Milldale jusqu'au 6 août puis part à Cincinnati, en Ohio, du 6 au 20 août. Il est en service au Kentucky jusqu'en octobre. Il participe aux opérations dans l'est du Tennessee jusqu'au 14 novembre.  
Il prend part à la campagne de Knoxville du 4 novembre au 23 décembre. Il est à Campbell Station le 16 novembre et prend part au siège de Knoxville du 17 novembre au 4 décembre. Il participe à la  poursuite de Longstreet du 5 au 29 décembre. 

### 1864
Le 51e régiment d'Infanterie volontaire de Pennsylvanie se réengage le 1er janvier 1864, et les vétérans ont une permission du 11 janvier au 9 mars. Il est à Annapolis, au Maryland jusqu'au 23 avril.  
Il participe à la campagne du Rapidan du 4 mai au 12 juin.  Il combat lors de la bataille de la Wilderness du 5 au 7 mai. Il participe à la bataille de Spotsylvania du 8 au 12 mai. Il est sur la rivière Ny le 9 mai. Il prend part à la bataille de Spotsylvania Court House du 12 au 21 mai.  
Il participe à l'assaut sur le Saillant le 12 mai. Il prend part à la bataille de North Anna River du 23 au 26 mai. Il est à Ox Ford le 24 mai. Puis, il est sur la ligne de la Pamunkey du 26 au 28 mai. Il participe à la bataille de Totopotomoy du 28 au 31 mai. Il prend part à la bataille de Cold Harbor du 1er au 12 juin. Il est à Bethesda Church du 1er au 3 juin.  
Il est devant Petersburg du 16 au 18 juin. Il prend part au siège de Petersburg du 16 juin 1864 au 2 avril 1865. 
Il participe à l'explosion de la mine à Petersburg le 30 juillet 1864. Il participe la seconde bataille de Weldon Raildoad du 18 au 21 août. Il combat à Poplar Springs Church, à Peeble Farm du 29 septembre au 2 octobre. Il effectue une reconnaissance sur Vaughan et Squirrel Level Road  le 8 octobre. Il participe à la bataille de Boydton Plank Road, à Hatcher, du 27 au 28 octobre.

### 1865
Le 51e régiment d'Infanterie volontaire de Pennsylvanie prend part à la bataille de fort Stedman le 25 mars 1865. Il prend part à la campagne d'Appomattox du 28 mars au 9 avril. Il participe à l'assaut et à la chute de Petersburg le 2 avril. Il participe à la poursuite de Lee à Farmville. Il va à City Point, puis à Alexandria du 20 au 28 avril. 
Il participe à la grande revue des armées le 23 mai. Il est en service à Washington et à Alexandria jusqu'en juillet.

## Victimes
Le régiment perd un total de 314 hommes pendant le service ; 12 officiers et 165 soldats sont tués ou blessés mortellement, 137 soldats sont morts de maladie.

## Commandants
- Colonel John F. Hartranft - promu brigadier général le 8 juin 1864
- Colonel William Jordan Bolton